# SK Westrozebeke
SK Westrozebeke is een Belgische voetbalclub uit Westrozebeke. De club is aangesloten bij de KBVB met stamnummer 9244 en heeft donkerblauw-geel als kleuren. SK Westrozebeke speelt al zijn hele geschiedenis in de provinciale reeksen.

## Geschiedenis
De vzw SK Westrozebeke werd opgericht op 15 juni 1991, en kreeg het stamnummer 9244 toegekend.
Geleidelijk aan werd ook de jeugdwerking uitgebreid en tegen het seizoen 2000-2001 kwamen al 7 jeugdploegen in competitie uit.
Bij de aanvang in 1991 werd een beroep gedaan op het bestaande terrein en kleedkamers van de liefhebbersploeg.

Door de aangroei van het aantal spelers was de gemeente genoodzaakt om nieuwe kleedkamers te bouwen.

In 2010 werd een 2de terrein in gebruik genomen.
In 2019 werd er ook een nieuwe kantine gebouwd.
Op 7 December 2023 maakte het bestuur bekend dat er volgend seizoen 2024-25 een doorstart in 4e Provinciale zal gebeuren. Het huidige seizoen in 1e Provinciale wordt nog volledig afgewerkt.

## Resultaten
| Seizoen | Klasse | Klasse | Klasse | Klasse | Klasse | Klasse | Klasse | Klasse | Klasse | Reeks                                                    | Punten                                                   | Opmerkingen                                              |
|         | 1A     | 1B     | 1Am    | 2Am    | 3Am    | P.I    | P.II   | P.III  | P.IV   | Vanaf 2016-17 zijn er 3 nationale en 2 regionale niveaus | Vanaf 2016-17 zijn er 3 nationale en 2 regionale niveaus | Vanaf 2016-17 zijn er 3 nationale en 2 regionale niveaus |
| ------- | ------ | ------ | ------ | ------ | ------ | ------ | ------ | ------ | ------ | -------------------------------------------------------- | -------------------------------------------------------- | -------------------------------------------------------- |
| 2016/17 |        |        |        |        |        |        |        | 2      |        | Derde prov. W.-Vl. A                                     | 65                                                       |                                                          |
| 2017/18 |        |        |        |        |        |        |        | 6      |        | Derde prov. W.-Vl. A                                     | 50                                                       |                                                          |
| 2018/19 |        |        |        |        |        |        |        | 3      |        | Derde prov. W.-Vl. A                                     | 57                                                       |                                                          |
| 2019/20 |        |        |        |        |        |        |        | 2      |        | Derde prov. W.-Vl. A                                     | 58                                                       | Promotie.                                                |
| 2020/21 |        |        |        |        |        |        | -      |        |        | Tweede prov. W.-Vl. B                                    | -                                                        | Geschrapt wegens de Coronacrisis.                        |
| 2021/22 |        |        |        |        |        |        | 11     |        |        | Tweede prov. W.-Vl. B                                    | 33                                                       |                                                          |
| 2022/23 |        |        |        |        |        |        | 4      |        |        | Tweede prov. W.-Vl. A                                    | 50                                                       | Promotie via eindronde                                   |
| 2023/24 |        |        |        |        |        | 12     |        |        |        | Eerste prov. W.-Vl.                                      | 30                                                       |                                                          |
| 2024/25 |        |        |        |        |        |        |        |        | 12     | Vierde prov. W.-Vl. B                                    | 12                                                       |                                                          |
| 2025/26 |        |        |        |        |        |        |        |        |        | Vierde prov. W.-Vl. D                                    |                                                          |                                                          |